# Młoszowa (gromada)
Młoszowa – dawna gromada, czyli najmniejsza jednostka podziału terytorialnego Polskiej Rzeczypospolitej Ludowej w latach 1954–1972.
Gromady, z gromadzkimi radami narodowymi (GRN) jako organami władzy najniższego stopnia na wsi, funkcjonowały od reformy reorganizującej administrację wiejską przeprowadzonej jesienią 1954 do momentu ich zniesienia z dniem 1 stycznia 1973, tym samym wypierając organizację gminną w latach 1954–1972.
Gromadę Młoszowa z siedzibą GRN w Młoszowej utworzono – jako jedną z 8759 gromad na obszarze Polski – w powiecie chrzanowskim w woj. krakowskim, na mocy uchwały nr 20/IV/54 WRN w Krakowie z dnia 6 października 1954. W skład jednostki weszły obszary dotychczasowych gromad Młoszowa i Dulowa ze zniesionej gminy Trzebinia oraz przysiółek Dulowa (Białka) z dotychczasowej gromady Wola Filipowska ze zniesionej gminy Tenczynek, w tymże powiecie. Dla gromady ustalono 24 członków gromadzkiej rady narodowej.
31 grudnia 1959 do gromady Młoszowa przyłączono obszar zniesionej gromady Karniowice.
Gromada przetrwała do końca 1972 roku, czyli do kolejnej reformy gminnej.
Zobacz też: gmina Młoszowa – jednostka powołana przez władze hitlerowskie, istniejąca przejściowo podczas II wojny światowej.